# Jukka Mikkola

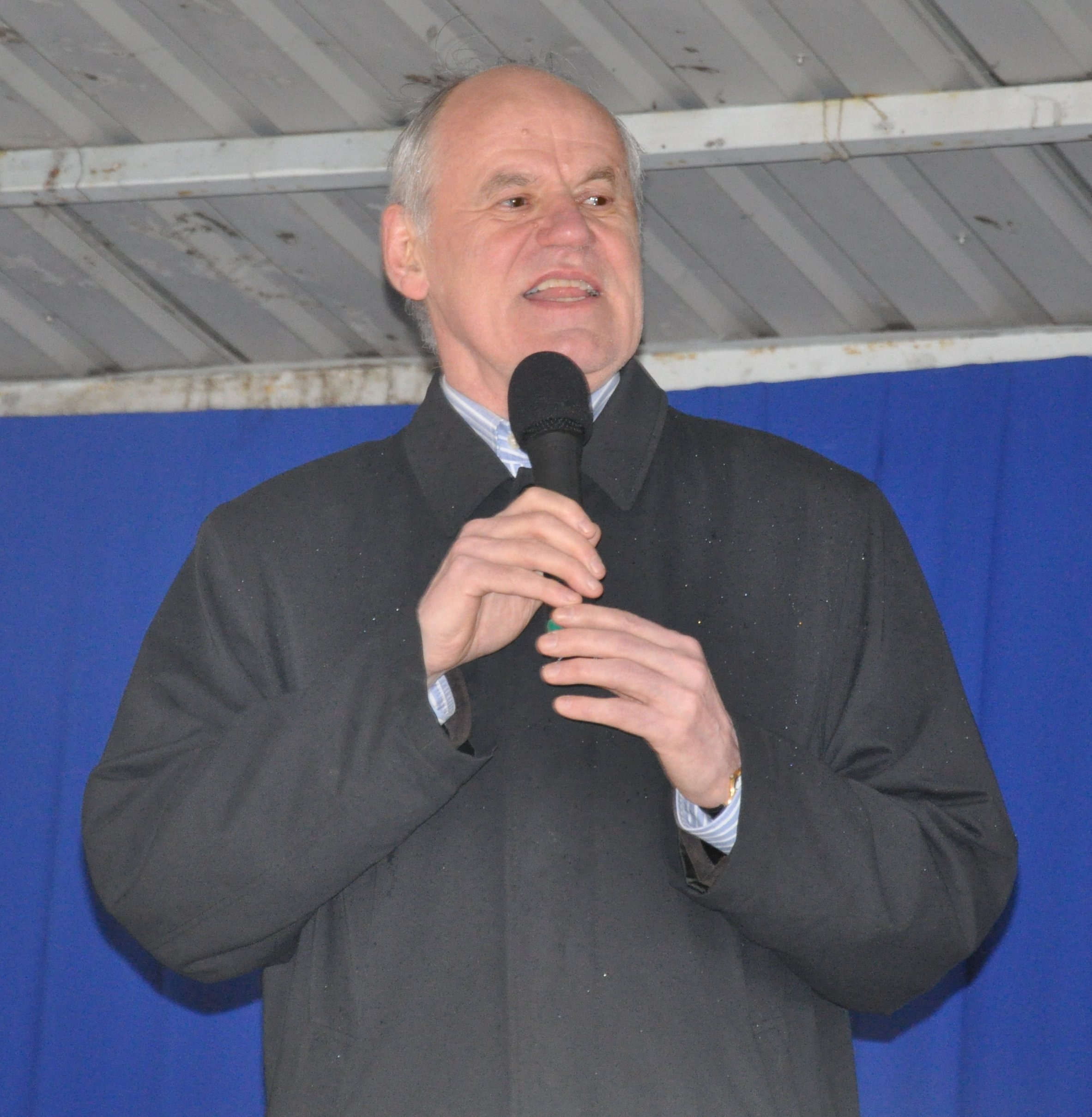
Jukka Mikkola

Jukka Sakari Mikkola, född 3 juli 1943 i Vambula i Satakunta, död 23 mars 2018 i Åbo, var en finländsk politiker. Han var socialdemokratisk riksdagsman 1983–1987 och 1995–2003, samt riksdagens talman en kort tid under 1999. Mikkola var utbildad jurist med examen från Åbo universitet 1968, hade titeln vicehäradshövding och var också verksam som advokat.